# آرکادی آرزومانیان
آرکادی نیکلایی آرزومانیان (ارمنی: Արկադի Նիկոլայի Արզումանյան؛  ۵ مهٔ ۱۸۹۸ – ۱۹۸۵) یک بازیگر اهل ارمنستان بود. وی بین سال‌های ۱۹۲۱ تا ۱۹۸۵ میلادی فعالیت می‌کرد.

## زندگی‌نامه
وی در ۱۷ مه [سبک قدیمی: ۵ مه] ۱۸۹۸ در شوشی به دنیا آمد . وی از سال ۱۹۲۱ در تئاتر دولتی ارمنیان باکو و از سال ۱۹۵۶ در تئاتر دراماتیک دولتی وارطان آجمیان گیومری فعالیت می‌کرد. آرزومانیان از سال ۱۹۴۱ عضو حزب کمونیست اتحاد جماهیر شوروی بود. وی همچنین برنده جوایزی همچون هنرمند مردمی ارمنستان شوروی (۱۹۷۱)، هنرمند مردمی آذربایجان شوروی (۱۹۵۴) و هنرمند شایسته آذربایجان شوروی (۱۹۴۰) شد. وی در ۱۹۸۵ در سن ۸۷ سالگی درگذشت

## گزیده فیلمشناسی
از فیلم‌ها یا برنامه‌های تلویزیونی که وی در آن نقش داشته است می‌توان به بازگشت (۱۹۷۲) اشاره کرد.